# Megatrema madreporarum
Megatrema madreporarum är en kräftdjursart som först beskrevs av Bosc 1812.  Megatrema madreporarum ingår i släktet Megatrema och familjen Pyrgomatidae. Inga underarter finns listade i Catalogue of Life.